# Nicole d’Amonville Alegría
Nicole d'Amonville Alegría (El Salvador, 1967) és una poeta, traductora i editora. Amonville es va criar a Mallorca i posteriorment va viure a Barcelona, Londres i París. Va obtenir una "Maîtrise" a la Universitat Sorbona amb una seva tesina sobre El llibre d'Amich e Amat de Ramon Llull, i posteriorment es va anar a viure a Barcelona, on hi romandria fins al 2010. Posteriorment es va establir a Mallorca.
Ha traduït a l'espanyol la poesia de Lawrence Durrell, Emily Dickinson, Rimbaud, Mallarmé i Shakespeare, i de poetes catalans com Joan Brossa, Agustí Bartra, Miquel Bauçà i Pere Gimferrer, entre d'altres. En la seva tasca com a editora, traductora i prologuista destaquen L'amor de Magdalena (sermó anònim francès descobert per Rilke), El Tortolo i fènix (llibre dedicat al poema hermètic de Shakespeare) i 71 poemes i Cartes d'Emily Dickinson). Ha publicat el poemari Acanto i poemas dispersos a Espanya, Mèxic i Estats Units.